# 4242 Brecher
4242 Brecher eller 1981 FQ är en asteroid i huvudbältet som upptäcktes den 28 mars 1981 av Harvard College Observatory. Den är uppkallad efter Aviva och Kenneth Brecher.
Asteroiden har en diameter på ungefär 14 kilometer och den tillhör asteroidgruppen Themis.